# Calyptridium
Calyptridium é um gênero botânico da família Montiaceae.